# Geschichte Burundis

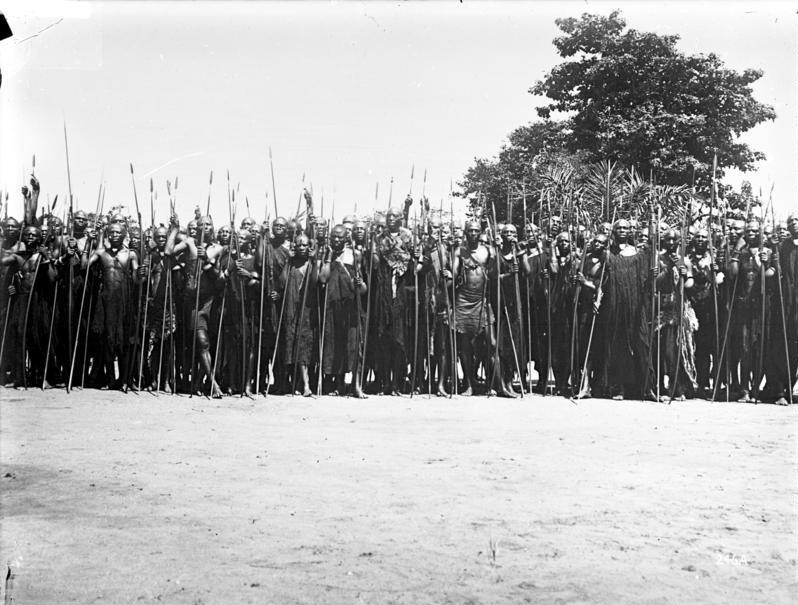
Anhänger des Königs Kasliwami in Urundi, dem heutigen Burundi, zwischen 1906 und 1918

Die Geschichte Burundis umfasst die Entwicklungen auf dem Gebiet der Republik Burundi von der Urgeschichte bis zur Gegenwart.

## Vorkoloniale Zeit
Nach heute vorherrschender Meinung war das Gebiet, in dem sich heute die Staaten Ruanda und Burundi befinden, ursprünglich von den Vorfahren der Twa besiedelt, einem Stamm, der mittlerweile in beiden Ländern nur noch einen sehr geringen Anteil an der Bevölkerung stellt und der an der politischen und sozialen Entwicklung praktisch nicht beteiligt war.
Es lässt sich nicht mit Sicherheit sagen, wie genau die Völkerwanderungsbewegung und bzw. oder die soziale Entwicklung ablief, die zu den teilweise heute noch vorhandenen Strukturen in der burundischen Gesellschaft führten. Vor einigen Jahren war man allgemein noch der von „Rassenforschern“ der Zeit um 1900 entwickelten und in den 1920er und 1930er Jahren weiterentwickelten Meinung, dass das Gebiet zunächst von der heute als Hutu bekannten Gruppe bewohnt wurde, zu denen in einer weiteren Migrationsbewegung die Tutsi aus dem Gebiet des heutigen Äthiopien oder des heutigen Ägypten hinzukamen, und zwar in zwei Wellen, wodurch die beiden unterschiedlichen Gruppen innerhalb der Tutsi, die sich später teilweise verfeindet gegenüberstanden, erklären ließen. Die von Forschern des 19. Jahrhunderts vorgefundenen Herrschaftsstrukturen wurden dementsprechend als durch die Ankunft der „überlegenen Rasse“ verursacht angesehen.
Zu Beginn der 1990er Jahre, als die Region auf Grund der politischen Entwicklung (auf die später noch eingegangen wird) in den Blickpunkt der Forschung geriet, wurde die schon länger bekannte These verbreitet, wonach völkische Unterschiede zwischen Hutu und Tutsi nicht existierten und erst in der Kolonialzeit postuliert worden seien. Nach neuerer Vorstellung lassen sich die Unterschiede zwischen Hutu und Tutsi strukturell erklären: Die Gruppen seien zunächst nur funktionell benannt worden (Tutsi bedeutet „reich an Rindern“, was gesellschaftlich gleichbedeutend mit einflussreich war, während Hutu eine Person bezeichnete, die untergeordnet war). Erst nachdem dieser funktionelle Unterschied benannt worden war, begannen demnach die jeweiligen Gruppen sich zu separieren, Heiraten zwischen Mitgliedern unterschiedlicher sozialer Herkunft wurden seltener, dadurch entstand ein getrennter Genpool und somit eine Manifestation der Unterschiedlichkeit, die sich nun tatsächlich auch im Aussehen so deutlich niederschlug, dass die später behaupteten Unterschiede nicht vollkommen falsch waren. Eine weitere vertretene Meinung schließlich schließt unterschiedliche lokale Ursprünge der Gruppen nicht aus, merkt aber an, dass diese nicht zur Erklärung der heutigen Gruppenzugehörigkeit von Individuen taugen, da diese sich sozial von eventuellen Ethnien wegentwickelt hätten.
Später bildete sich ein Staat unter der Führung eines Mwami (Königs) heraus. Insgesamt gab es rund dreihundert Tutsi-Clans, von denen sich jedoch bloß vier Königsrechte erwarben. Der Mwami rekrutierte sich aus den Clans der Bataga (Königstitel Mutaga), Bezi (Königstitel Mwezi), Bambutsa (Königstitel Mwambutsa) und Batare (Königstitel Ntare). Aus allen Tutsi-Clans bestand der Hochadel, als Ganwa bezeichnet. Diese Adeligen waren auf lokaler Ebene recht unabhängig gegenüber dem König. Unterhalb der Adelsschicht waren die gewöhnlichen Mitglieder der Tutsi, die alleine über Bodenrechte und Großvieh verfügten. Die Untertanen, die Hutu, bewirtschafteten das Land. Im Verlauf der Jahrhunderte kam es zu zahlreichen Mischehen zwischen Tutsi und Hutu, so dass die ethnische Zugehörigkeit eine Frage der Lebenshaltung wurde. Viehzüchter galten als Tutsi, Ackerbauern als Hutu. Beide sprachen Kirundi.
Im 19. Jahrhundert hatten sich die Bewohner massiv gegen Sklavenjagden von arabischen Sklavenhändlern von der afrikanischen Ostküste zu wehren. 
Die ersten namentlich bekannten Europäer, die das heutige Burundi bereisten, waren Richard Francis Burton und John Hanning Speke im Jahr 1858. Diese waren auf der Suche nach den Nilquellen bis zum Tanganjikasee vorgestoßen. Ihnen folgten 1871 Henry Morton Stanley und David Livingstone. Als nächste kamen 1879 Missionare aus dem Orden der Weißen Väter ins Land, wurden aber 1881 der Freundschaft mit den Sklavenhändlern beschuldigt und von Einheimischen ermordet. Bei der Kongo-Konferenz wurde das Gebiet am 8. November 1884 dem deutschen Einflussbereich zugeteilt.

## Kolonialzeit

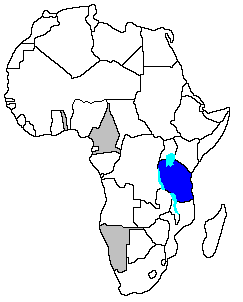
Karte Deutsch-Ostafrikas mit Burundi

Vorerst besetzten die Deutschen das Land nicht. Die Grenzen mit dem Kongo wurden 1885, diejenige zu den britischen Gebieten 1886 definiert. Im Jahr 1892 bereiste der Österreicher Oskar Baumann das Land, welches zusammen mit Ruanda das Gebiet Ruanda-Urundi innerhalb von Deutsch-Ostafrika bildete. Erst im Jahr 1896 trafen erste deutsche Missionare und Soldaten ein. Die Militärstation Usumbura (heute die Stadt Bujumbura) wurde gegründet. 1899 wurde Burundi Teil des Protektorats Ruanda-Urundi mit dem Hauptort Usumbura. Die deutsche Kolonialherrschaft regierte das Land mit Hilfe des Mwami und der lokalen Adeligen. Bis 1906 war das Gebiet Militärbezirk, seither unter ziviler Verwaltung. Der Aufbau kolonialer Einrichtungen wie Schulen und Spitäler begann 1909. Im Ersten Weltkrieg besetzten 1916 belgische Truppen das Protektorat Ruanda-Urundi.
Im Friedensvertrag von Versailles wurde Burundi am 28. Juni 1919 als Teil von Ruanda-Urundi Belgien als Völkerbundmandat zugesprochen. Die Belgier verboten 1924 alle Arten von Sklaverei. Ab 1925 wurde das Land von Belgisch-Kongo her regiert. Am 13. Dezember 1946 wurde es UNO-Mandat unter belgischer Verwaltung. Bei den Lokalwahlen gewannen im Jahr 1953 Hutu-Parteien, bei den Regionalwahlen hingegen Tutsi-Parteien. Dies führte zu einem Auseinanderleben von Tutsi und Hutu, weil Letztere sich weiterhin unterdrückt fühlen. Ab September 1959 wurden zahlreiche Parteien gegründet, die zumeist ethnischen oder Clan-Grenzen folgten. Eine Ausnahme bildete die UPRONA, in der sowohl Hutu als auch Tutsi in der Führungsriege vertreten waren. Im November 1959 kam es zu schweren Unruhen zwischen Hutu und Tutsi, die von den Belgiern unterdrückt wurden.
Im Frühjahr 1961 erhielt das Land eine autonome Interimsregierung unter dem Hutu Joseph Cimpaye, die aus zahlreichen Parteien bestand. 1961 wurde auch das Frauenwahlrecht eingeführt. Am 29. September 1961 fanden unter UNO-Aufsicht erste Parlamentswahlen statt, die die UPRONA klar gewann. An Stelle von Cimpaye wurde Prinz Louis Rwagasore neuer Premierminister. Bereits am 13. Oktober 1961 wurde der Regierungschef, der mit einer Hutu-Frau verheiratet war, von einem bezahlten Mörder – einem Griechen namens Ioannis Kageorgis – umgebracht. Angehörige des Batare-Clans, die der Parti Démocrate Chrétien (PDC) angehörten, wurden beschuldigt, Auftraggeber des Mordes zu sein. Sie wurden im Januar 1963 öffentlich hingerichtet. Die UPRONA spaltete sich entlang ethnischer Kriterien. Neuer Regierungschef wurde am 20. Oktober 1961 der Tare-Tutsi André Muhirwa. Er blieb bis 1963 im Amt und wurde somit erster Regierungschef des unabhängigen Staates Burundi.

## Unabhängigkeit und nachkoloniale Periode

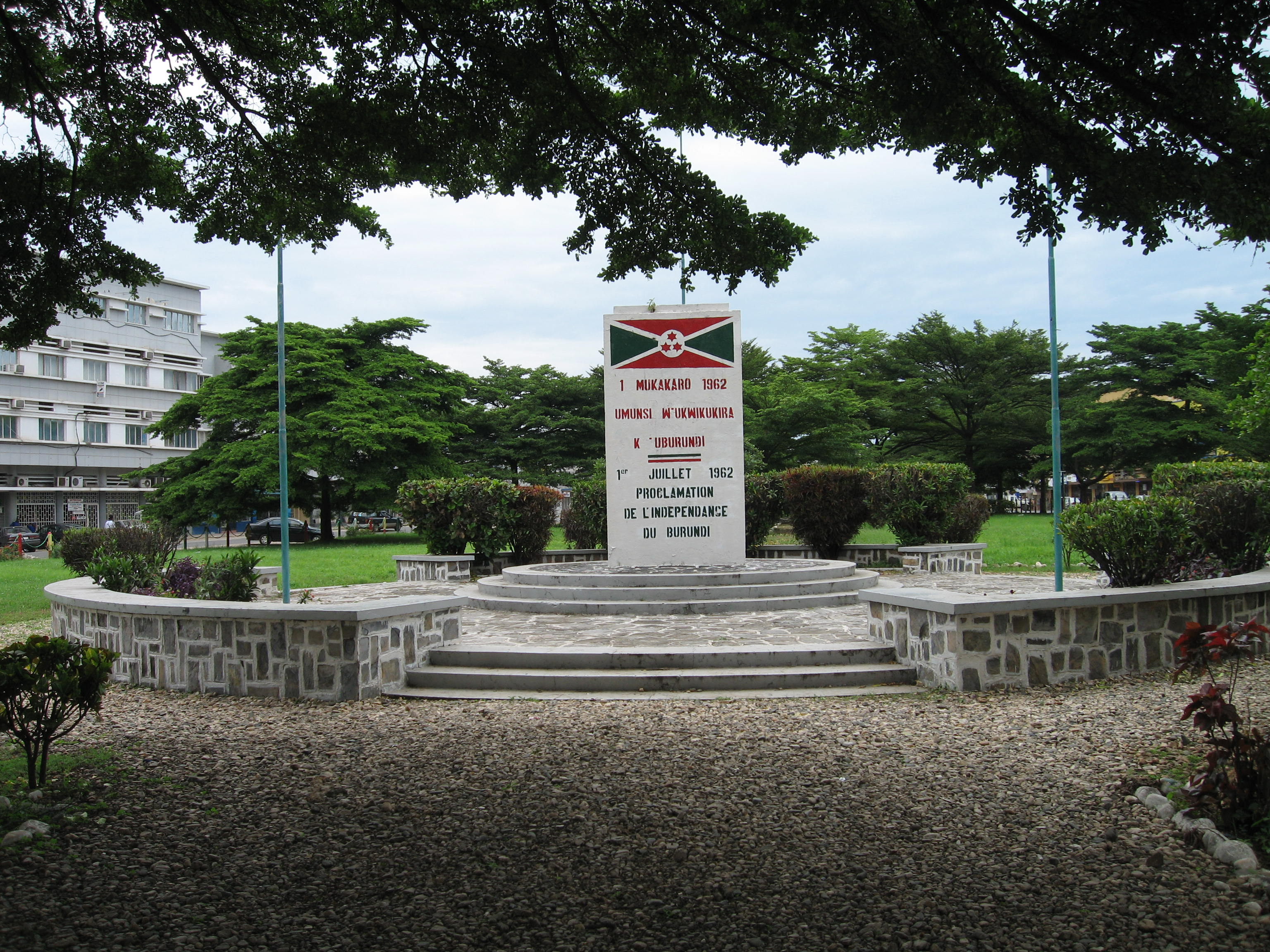
Denkmal der Unabhängigkeit in Bujumbura

### Königreich von 1962 bis 1966
Die UNO beschloss am 6. Juni 1962, die beiden Gebiete Ruanda und Burundi als separate Staaten in die Unabhängigkeit zu entlassen. Das Land wurde am 1. Juli 1962 von Belgien in die Unabhängigkeit entlassen. Noch am gleichen Tag zerbrach die Regierungspartei UPRONA in zwei rivalisierende Gruppierungen, in die sogenannte Monrovia-Gruppe aus gemäßigten prowestlichen Tutsi und Hutu unter Führung des Hutu Paul Mirerekano und in die Casablanca-Gruppe aus radikalen Tutsi. Vorerst konnte sich die Monrovia-Gruppe durchsetzen. Sie stellte mit André Muhirwa und ab 18. Juni 1963 mit Pierre Ngendandumwe den Regierungschef und versuchte, das Land zu stabilisieren. Nachdem der ab 1915 regierende Mwami Mwambutsa IV. als Staatsoberhaupt die Entlassung von vier Hutu-Ministern durchsetzte, trat Ngendandumwe als Regierungschef zurück. Er wurde durch Albin Nyamoya, einen radikalen Tutsi, ersetzt. Dieser bildete am 6. April 1964 eine neue Regierung. Nyamoya änderte die prowestliche Politik seiner Vorgänger und lehnte sich an die Volksrepublik China an. Es kam zu Grenzstreitigkeiten mit der Demokratischen Republik Kongo. Als im Dezember größere Mengen Waffen chinesischer Herkunft gefunden wurden, verlor Nyamoya das Vertrauen des Mwami. Am 8. Januar 1965 wurde er entlassen. An seine Stelle trat sein Vorgänger Ngendandumwe. Dieser wurde bereits wenige Tage später, am 15. Januar, von einer Gruppe radikaler Tutsi ermordet. Der Mwami ernannte den Präsidenten der UPRONA, Joseph Bamina, zum neuen Regierungschef. Am 10. Mai 1965 fanden die ersten Parlamentswahlen nach der Unabhängigkeit statt. Die UPRONA gewann klar mit 64 Prozent der Stimmen. Doch erhielt die radikale Tutsi-Partei Parti du Peuple (PP) 30 Prozent der Stimmen und ging auf Konfrontationskurs zur UPRONA. Trotz des Wahlgewinns zwang der König Bamina, einen Hutu, zum Rücktritt. Am 24. Juli erklärte der König den Notstand. Neuer Regierungschef wurde am 13. Oktober 1965 der Privatsekretär des Mwami, Léopold Biha. Er gehörte zum Königsclan der Bezi-Tutsi. Sowohl die radikalen Tutsi wie die um ihre Regierungsverantwortung betrogenen Hutu versuchten im Oktober einen Staatsstreich. Die Armee, bestehend aus Tutsi, tötete in diesem Zusammenhang über 5000 Hutu, darunter Ex-Regierungschef Bamina und Ex-UPRONA-Präsident Mirerekano. Der König war diskreditiert und setzte sich nach Europa ab. Das Land trieb Richtung Bürgerkrieg. Am 24. März wurde der Sohn von Mwami Mwambutse, Charles Ndizeye, als Ntare V. neuer König. Der Oberbefehlshaber der Armee, Michel Micombero, und Ntare V. kämpften um die faktische Macht im Land. Vorerst obsiegte der neue Mwami. Micombero wurde am 11. Juli 1966 an Stelle von Biha neuer Regierungschef. Am 28. November 1966 putschte sich Micombero während eines Auslandsbesuchs von Ntare V. an die Macht und erklärte Burundi zur Republik.

### Ära Micombero 1966–1976 (Erste Republik)
Michel Micombero wurde erster Präsident der Republik. Gleichzeitig wurde das Amt des Regierungschefs abgeschafft. Micombero stand an der Spitze eines so genannten Nationalen Revolutionären Rats, der 1968 aufgelöst wurde. Micombero entfernte innerhalb von wenigen Jahren sämtliche Hutu aus Führungspositionen im Militär, Polizei und Verwaltung. 
Im September 1969 versuchten die letzten im Militär verbliebenen Hutu-Offiziere einen Putsch. Dieser misslang, und 23 Personen wurden im Dezember 1969 hingerichtet. Micombero stützte sich immer mehr auf Tutsi aus seiner Heimatregion und verärgerte damit die anderen Tutsi-Clans. 1971 wurden die letzten gemäßigten Tutsi innerhalb der Führung nach der Gründung eines Obersten Rates der Revolution aus den Führungszirkeln entfernt. Diesem dreißigköpfigen Gremium gehörten nur noch jeweils zwei Vertreter der Hutu und der Ganwa (Hochadel) an. 
Als Ntare V. am 30. März 1972 aus unbekannten Gründen (die Vermutungen reichen von Zusagen betreffend seiner Sicherheit und einer persönlichen Amnestie bis zu gewaltsamer Entführung) aus Uganda in sein Heimatland zurückkehrte, wurde er verhaftet. Am 16. April kam es nach einer Massenverhaftung unter Hutu zu einem Hutu-Aufstand. Am 29. April entließ Micombero seine gesamte Regierung und den Präsidenten der Regierungspartei. In Bujumbura brachen Unruhen aus. Ntare V. wurde in seinem Landhaus, wo er unter Arrest stand, von Anhängern Micomberos ermordet. Micombero gewann am 6. Mai mit Hilfe von ihm gegenüber loyalen Truppen die Oberhand. Sämtliche 450 in der Armee verbliebenen Hutu wurden liquidiert. Die Armee massakrierte in den folgenden Monaten zwischen 100.000 und 250.000 Hutu. Insbesondere gebildete Hutu wie Minister, Beamte und Lehrer wurden umgebracht, um den Führungsanspruch der Tutsi nicht zu gefährden. Der Völkermord in Burundi als systematische und massenhafte Ermordung ethnischer Hutu fand zu jener Zeit im westlichen Ausland nur geringe Beachtung, obgleich Kriterien eines Völkermordes erfüllt waren. Gleichzeitig starben bei Racheaktionen zwischen 3000 und 10.000 Tutsi. Den Ereignissen des Jahres 1972 wird heute eine wichtige Bedeutung für den späteren Völkermord in Ruanda im Jahr 1994 zugewiesen, indem ein starkes Misstrauen auf Seite der Hutu gegenüber den Tutsi hervorgebracht wurde.
Die gesamte Hutu-Elite war Mitte 1973 tot oder im Exil. Der radikale Tutsi-Führer Albin Nyamoya war in dieser Periode (vom 15. Juli 1972 bis zum 5. Juni 1973) nochmals Regierungschef. Am 11. Juli 1974 erhielt Micombero die absolute Macht. Das Parlament wurde aufgelöst und er war in Personalunion Staatsoberhaupt, Regierungschef und Präsident der Regierungspartei. Am 1. November 1976 wurde Micombero durch einen Armeeputsch unter Führung von Oberst Jean-Baptiste Bagaza und Oberst Édouard Nzambimana gestürzt. Er floh nach Somalia.

### Ära Bagaza 1976–1987 (Zweite Republik)
Jean-Baptiste Bagaza wurde neues Staatsoberhaupt und Edouard Nzambimana vom 12. November 1976 bis zum 13. Oktober 1978 Regierungschef. Ein Oberster Revolutionsrat übernahm die Regierungsverantwortung. Doch nur wenige der Schuldigen der Massaker von 1972/1973 wurden verhaftet und verurteilt. Bagaza betrieb eine eher linke Politik und versuchte, eine Verbesserung der Beziehungen zwischen Tutsi und Hutu zu erreichen. Nach der Annahme einer neuen Verfassung wurde Jean-Baptiste Bagaza offiziell Präsident. Im Oktober 1982 fanden die ersten Parlamentswahlen seit 17 Jahren statt. Dabei traten jeweils zwei Kandidaten der Regierungspartei UPRONA gegeneinander an. Am 31. August 1984 wurde Bagaza wiedergewählt. Im Jahr 1986 wurde eine erste Oppositionspartei, die FRODEBU, gegründet. Ihr Präsident ist Melchior Ndadaye. Während seiner Teilnahme am Gipfel der Frankophonie in Kanada wurde Bagaza von der Armee unter Führung von Pierre Buyoya aus dem Amt geputscht.

### Erste Ära Buyoya 1987 bis 1993
Byuoya wurde Staatsoberhaupt und leitete ein Militärregime, das sich Militärkomitee für das Nationale Heil nannte. Im August 1988 kam es zu Massakern der Armee an der Zivilbevölkerung. Auslöser waren Konflikte zwischen Hutu und Tutsi: die Armee, deren Angehörige zu 99,7 % Tutsi waren, führte in den nördlichen Provinzen Ngozi, Kirundo und Muyinga systematische Verhaftungen und Verschleppungen von Hutu durch. Als ein Soldat am 11. August zwei Hutu erschoss, wurde dieser daraufhin von Dorfbewohnern gelyncht. Die Folge waren massive Vergeltungsaktionen von Seiten des Militärs. Dabei wurden Siedlungen von Hutu mit Brandsätzen angezündet und Dorfbewohner mit Tränengas aus Verstecken getrieben, Flüchtende wurden aus Hubschraubern der Armee erschossen. Innerhalb einer Woche werden rund 20.000 Menschen getötet, größtenteils Hutu. Mehr als 53.000 Hutu flohen ins Nachbarland Ruanda.
Am 6. Oktober 1988 setzte Buyoya eine Untersuchungskommission aus je zwölf Hutu und Tutsi ein, um die Vorfälle zu klären. Um die ethnischen Spannungen zu vermindern, wurde die Zahl der Hutu-Minister von sechs auf zwölf verdoppelt und der Hutu Adrien Sibomana zum neuen Regierungschef ernannt (19. Oktober 1988). In den folgenden drei Jahren kehrten zahlreiche Hutu aus dem Ausland zurück. Mit der PALIPEHUTU gründeten sie am 1. Februar 1991 eine eigene Hutu-Partei. Im März 1993 wurde eine neue Verfassung eingeführt, in der ethnische und religiöse Parteien verboten wurden. Gleichzeitig wurden weitere Parteien legalisiert. Am 1. Juni 1993 gewann der Hutu Melchior Ndadaye die Präsidentenwahlen gegen Buyoya. Er trat sein Amt am 10. Juli an. Am 29. Juni 1993 fanden Parlamentswahlen mit mehreren Parteien statt.

### Putsch und Bürgerkrieg 1993 bis 2005
Am 10. Juli 1993 wurde Sylvie Kinigi Regierungschefin. Bereits 101 Tage nach ihrem Wahlsieg wurde Ndadaye bei einem missglückten Militärputsch getötet. Vom 21. Oktober bis zum 27. Oktober 1993 behauptete sich der Putschistenführer François Ngézé an der Macht. Danach setzte sich die Armee durch. Die Regierungschefin übernahm bis zum 5. Februar 1994 kommissarisch das Amt des Staatsoberhaupts. Danach erhielt der Hutu Cyprien Ntaryamira das Amt des Staatsoberhaupts. Im Herbst 1993 kam es zu umfangreichen Massakern, denen dieses Mal vorwiegend Tutsi zum Opfer fielen. Schätzungen sprechen von 200.000 Toten. Am 7. Februar 1994 übernahm Anatole Kanyenkiko, ein Tutsi, das Amt des Regierungschefs. Am 6. April 1994 wurde das Flugzeug, mit dem die Staatsoberhäupter Burundis und Ruandas reisten, abgeschossen. Neues Staatsoberhaupt wurde Sylvestre Ntibantunganya, ein Hutu. In Vororten von Bujumbura kam es im April 1994 zu ethnischen Ausschreitungen, ebenso im August nach der Verhaftung des Tutsi-Führers Mathias Hitimana. Im Dezember 1994 rief die UNO beide Volksgruppen zur Mäßigung auf, nachdem es zu weiteren Zusammenstößen mit Toten und Verletzten gekommen war. Am 16. Februar 1995 trat der Regierungschef nach tagelangen Streiks zurück. Nachfolger wurde am 22. Februar 1995 Antoine Nduwayo, ebenfalls ein Tutsi. Das ganze Jahr 1995 fanden kleinere und größere Massaker statt. Ungefähr 15.000 Menschen starben dabei. Nach Massakern an 4050 unbewaffneten Zivilisten in Gitega durch die Armee im Juli und August 1996 putschte sich die Armee unter Pierre Buyoya am 26. Juli 1996 wieder an die Macht. Neuer Regierungschef wurde der Hutu Pascal-Firmin Ndimira. Im Dezember 1996 massakrierte die Armee Hunderte von Zivilisten in einer Kirche. Am 14. Mai 1998 wurde der Ex-Putschist François Ngézé wegen Mordes an Staatspräsident Ndadaye angeklagt. Am 23. Juli 2001 unterzeichneten Hutu und Tutsi ein Abkommen über eine wechselnde Rotation zwischen Hutu und Tutsi im Amt des Staatsoberhaupts. Am 30. April 2003 übernahm daher der Hutu Domitien Ndayizeye dieses Amt vom Tutsi Buyoya. Bereits zu Beginn des Jahres war ein Waffenstillstand aller Parteien ausgehandelt worden. Als letzte Rebellengruppe stellten die Forces Nationales de Libération (FNL) am 1. Februar 2005 Kampfhandlungen ein.

### Herrschaftszeit Nkurunzizas 2005 bis 2020
Bei den Wahlen zum Staatsoberhaupt siegte am 19. August 2005 der Hutu Pierre Nkurunziza, dessen Gruppierung CNDD-FDD bereits die Wahlen vom 3. Juli 2005 gewonnen hatte. Die Sicherheitslage hat sich seitdem deutlich verbessert. Viele Flüchtlinge kehrten zurück. Es gab 2007 in Tansania noch vier Camps mit weniger als 150.000 burundischen Flüchtlingen, nachdem es 2003 noch zehn Camps entlang der Grenze zu Burundi mit weit über einer halben Million Flüchtlingen gegeben hatte.
Seit 2004 ist die UN in Burundi präsent: Der Mission der Vereinten Nationen in Burundi (ONUB) von Mai bis Dezember 2006 folgte das Integrierte Büro der Vereinten Nationen in Burundi (BINUB), das 2011 vom Büro der Vereinten Nationen in Burundi (BNUB) abgelöst wurde.
Im August 2005 wurden in Burundi erstmals wieder Wahlen zur Burundischen Nationalversammlung abgehalten, bei denen die CNDD-FDD die Mehrheit erhielt und Pierre Nkurunziza neuer Präsident wurde. Die beiden großen Parteien der Übergangsregierung (UPRONA und FRODEBU) wurden – unter anderem wegen Korruption und Vetternwirtschaft – damit von der wählenden Bevölkerung „abgestraft“.
Innenpolitisch tritt die regierende Partei autoritär auf und verfolgt Kritiker und Konkurrenten.
Im April 2009 legte die PALIPEHUTU-FNL offiziell die Waffen nieder und wurde daraufhin nach 29 Jahren als Partei FNL anerkannt. Mit der Anerkennung gibt es nun offiziell keine Rebellenbewegungen mehr in Burundi.
Im Juni 2010 wurde Nkurunziza wiedergewählt. Die Regierungspartei CNDD-FDD konkurrierte insbesondere mit der FNL. Der Parteiführer der FNL, Agathon Rwasa, akzeptierte das Wahlergebnis nicht. Sein Aufenthaltsort ist seither unbekannt.
Von Juni 2004 bis Dezember 2006 befand sich die UN-Mission ONUB in Burundi und wurde durch die BINUB 2007 ersetzt. Ab Januar 2011 wurde BINUB durch BNUB ersetzt, das Mandat galt bis Ende 2011 und wurde dreimal bis Ende 2014 verlängert.
Ende April 2015 wurde der amtierende Präsident Pierre Nkurunziza von der Regierungspartei für eine dritte Amtszeit vorgeschlagen, was im Land für heftige Proteste sorgte. Am 13. Mai erklärte Armee-General Godefroid Niyombare den Präsidenten für abgesetzt und gleichzeitig das Parlament für aufgelöst (siehe Putsch in Burundi 2015). Nach zwei Tagen mussten die Putschisten aufgeben. Die für Mai und Juni 2015 angesetzten Wahlen wurden verschoben. Die Parlamentswahl fand am 29. Juni 2015 statt. Der Ablauf wurde von UN-Beobachtern als nicht frei und nicht fair kritisiert. Die Regierungspartei erhielt 77 der 100 Sitze, 21 Sitze gingen trotz ihres Boykotts an das Oppositionsbündnis Indépendants de l’espoir. Bei der Präsidentenwahl am 21. Juli 2015, die ebenfalls nicht fair verlief und von den Oppositionsparteien boykottiert wurde, erhielt Nkurunziza rund 69 Prozent der Stimmen.
Die Geschehnisse um die Wahl werden vom Internationalen Strafgerichtshof aufgearbeitet. Da Burundi am 27. Oktober 2017 das Rom-Statut widerrief, umfasst die Untersuchung nur die Zeit bis zum 26. Oktober 2017. 2018 wurde ein Referendum angenommen, das dem Präsidenten zwei Amtszeiten zu je sieben Jahren erlaubt. Präsident Nkurunziza trat zu den Wahlen im Mai 2020 nicht mehr an. Diese gewann sein Parteifreund Évariste Ndayishimiye. Bevor dieser das Amt im August antreten konnte, starb Nkurunziza. 

### Amtszeit Évariste Ndyaishimiyes
Neuer Präsident wurde kommissarisch der vormalige Parlamentspräsident Pascal Nyabenda, der jedoch bereits am 18. Juni 2020 durch Ndayishimiye ersetzt wurde. Sechs Tage später wurde erstmals seit 22 Jahren mit Alain-Guillaume Bunyoni wieder ein Premierminister ernannt; neuer Vizepräsident wurde Prosper Bazombanza.